# Культура нижнего слоя Сяцзядянь
Культура Нижнего слоя Сяцзядянь (кит. 夏家店下层文化, Xiàjiādiàn xiàcéng wénhuà, 2200—1600 гг. до н. э.) — археологическая культура, существовавшая на северо-востоке Китая (Дунбэй), в основном на юго-востоке Внутренней Монголии, севере Хэбэя и западе Ляонина. Как видно из названия, типовым для данной культуры является нижний слой археологического памятника Сяцзядянь в округе Чифэн во Внутренней Монголии.
Натуральное хозяйство было основано на выращивании проса, дополнительную роль играли животноводство и охота. При раскопках археологи обнаружили останки свиней, собак, овец и крупного рогатого скота. Жилища данной культуры были постоянными, плотность населения достаточно высокой. Уровень населения, которого достигла данная культура в Чифэне, не был превзойдён вплоть до династии Ляо.
Данной культуре предшествовала культура Хуншань, за ней следовала переходная культура Сяохэянь.
При раскопках памятников культуры Нижнего слоя Сяцзядянь обнаружены артефакты из кости и камня, керамика. Также встречаются золотые, свинцовые, лаковые, нефритовые, медные и бронзовые изделия. Наиболее распространённые медные и бронзовые изделия — серьги.
Люди культуры Нижнего Сяцзядяня практиковали гадание на костях. Они изготавливали гадательные кости, просверливая и полируя их до обжига. На костях данной культуры надписи обычно отсутствуют.
Они имели хорошие местные источники камня, в основном базальта, который часто использовался для строительства и изготовления орудий. Нижне-сяцзядяньские дома были обычно круглыми, из глины и камня. Поселения сооружались вблизи скалистых утёсов или резких уступов, которые служили естественной защитой. Иногда вокруг участка поселения, где не было горного уступа, возводились тонкие каменные стены. Иногда возводились землебитные сторожевые башни, окружённые каменными стенами.